# Kreisgericht Inowrazlaw
Das Kreisgericht Inowrazlaw war von 1849 bis 1878 ein preußisches Kreisgericht mit Sitz in Inowrazlaw.

## Geschichte
In Inowrazlaw bestand bis 1849 das Land- und Stadtgericht Inowraclaw. Nach der Märzrevolution wurde dieses Gericht aufgehoben und in der ganzen Provinz Posen einheitlich Kreisgerichte gebildet. In Inowrazlaw entstand so das Kreisgericht Inowrazlaw. Es war eines von neun Kreisgerichten im Sprengel des Appellationsgerichts Bromberg. 
Der Sprengel des Kreisgerichts Inowrazlaw umfasste den Kreis Inowrazlaw mit den Städten Gniewkowo, Inowrazlaw, Kruschwitz und Strelno mit 63.846 Gerichtseingesessenen (1861). Das Kreisgericht Bromberg war das zuständige Schwurgericht für das Kreisgericht Inowrazlaw. Gerichtstage wurden in Gniewkowo, Kruschwitz und Strelno gehalten. Das Gericht bestand aus einem Direktor und zehn Kreisrichtern.
Im Rahmen der Reichsjustizgesetze wurde das Gerichtswesen in Deutschland 1879 vereinheitlicht. Damit wurde das Kreisgericht Inowrazlaw aufgehoben und das königlich preußische Amtsgericht Inowrazlaw mit Wirkung zum 1. Oktober 1879 als eines von acht Amtsgerichten im Bezirk des Landgerichtes Bromberg als Nachfolger gebildet.